# 墨字訳サービス
墨字訳サービス（すみじやくサービス）は、点字で作成された資料を墨字に変換するサービスである。視覚障害者向けの図書館サービスの一つ。

## 日本の図書館サービス
点字図書館によるもののほか、墨田区立図書館や日野市立図書館など晴眼者も利用する公共図書館でも実施している例がある。2010年に国会図書館が実施した調査によれば、墨字訳サービスを提供している公共図書館は15館である。
点字を墨字に転換することのほか、点字で書かれた手紙の宛名部分を墨字にするなどの代筆もサービスに含まれることがある。点字による文書を漢字仮名交じり文へと墨字訳することは、点訳以上に知識や読解力が必要であるとされ、また、手紙などの利用者の私的な文書を扱うことへの配慮も求められる。

## 図書館以外での墨字訳
墨字訳のニーズは、視覚障害を持つ点字利用者だけではなく、点字を解さない晴眼者の側にもあり、奥村三策が東京盲学校で用いた点字による鍼灸医学書が後年に『奥村鍼治学』として墨字訳出版された例もある。
点字・墨字の相互翻訳システムの開発も行われており、2021年には東京工業高等専門学校発の学生ベンチャー企業がシステムをリリースしている。